# ジェラルド・ダルマナン
ジェラルド・ムッサ・ダルマナン（ジェラール・ムッサ・ダルマナン、仏: Gérald Moussa Darmanin、1982年10月11日 - ）は、フランスの政治家。2020年より2024年まで内務大臣。2024年から司法大臣。ノール県ヴァランシエンヌ出身。

## 経歴
ノール県ヴァランシエンヌ生まれ。リール政治学院卒業。ノール＝パ・ド・カレー地域圏議会議員（2010年 - 2012年）、ノール県選出国民議会議員（2012年 - 2016年）、トゥルコワン市長、リール・メトロポール議会第4副議長（2014年）、オー＝ド＝フランス地域圏議会第2副議長（2016年）、行動・公会計大臣（2017年 - 2020年）を歴任した。2020年より内務大臣。
2023年3月に不法移民への対応の厳格化と外国人労働者の受け入れ推進を進める新たな移民法案が閣議決定されたが右派からも左派からも批判され、12月11日には下院議会で審議が行われることなく法案を否決する動議が提出され、賛成270、反対265票で可決された。法案を担当する大臣であるダルマナンは辞表を提出したがエマニュエル・マクロン大統領に慰留された。

## スキャンダル
2017年、ダルマナンに対し裁判への助力を求めた女性が、見返りに性的行為を強要されたとして告訴。
2018年には、警察に被害届を出して再捜査が行われた。
2020年7月6日、エマニュエル・マクロン大統領がダルマナンを内相に任命した際には、フェミニストらによる複数の抗議デモが行なわれた。

## その他
2020年8月、フランス憲兵隊が、トップレスで日光浴をしていた女性に服を着るように注意。このことが女性の権利を侵害するものとして批判が声が高まった。最終的に憲兵隊のトップであるダルマナンがフェイスブックを通じて「自由は貴重なものだ。犯した間違いを当局が認めるのは当然のことだ」との声明を発表して事態の鎮静化を行った。
2024年マヨット危機の際には同島を訪問し、マヨット島で生まれたことによるフランス国籍の自動取得権を制限すると発表した。